# Utsunomiya
Utsunomiya (宇都宮市?) è una città giapponese capoluogo della prefettura di Tochigi.

## Sport
Nel 1990 ha ospitato i Campionati del mondo di ciclismo.